# Teenage Mutant Ninja Turtles (Fernsehserie)
Teenage Mutant Ninja Turtles, bzw. Tales of the Teenage Mutant Ninja Turtles in der fünften Staffel, ist eine US-amerikanische computeranimierte Fernsehserie, die auf den gleichnamigen Comics von Kevin Eastman und Peter Laird basiert. Ihre Erstausstrahlung erfolgte am 28. September 2012 bei Nickelodeon. Die deutschsprachige Erstausstrahlung erfolgte am 4. November 2012 beim deutschen Nickelodeon.

## Handlung
Als Ninjutsu-Meister Hamato Yoshi (Splinter) mit vier gerade gekauften Babyschildkröten durch die Straßen New Yorks streift, stößt er auf ein paar seltsame Männer. Als er diese verfolgt, tritt er versehentlich auf eine Ratte, weshalb er entdeckt wird und gegen die Männer kämpfen muss. Beim Kampf zerbricht ein Behälter, den die Männer bei sich tragen, und bedeckt sowohl Hamato Yoshi als auch die 4 Schildkröten mit einer Chemikalie (Mutagen), durch die Splinter zu einer riesigen Ratte mutiert und die Schildkröten zu menschenähnlichen Mutanten.
In der ersten Staffel erlaubt Splinter an ihrem 15. Geburtstag den Schildkröten, die er Leonardo, Raphael, Donatello und Michelangelo genannt hat, zum ersten Mal, die Kanalisation zu verlassen. Dabei halten sie die Kraang davon ab, April O’Neil zu entführen, und freunden sich mit ihr an. Die vier Brüder machen es sich von diesem Moment an zur Aufgabe, die Bürger von New York zu beschützen, und treffen dabei auf gefährliche Feinde, allen voran der Shredder und seine Tochter Karai. Zudem versuchen sie die Pläne der Kraang aufzudecken und zu verhindern.
Am Anfang der zweiten Staffel versuchten die Turtles eine Lieferung Mutagen der Kraang aufzuhalten, dabei werden die Mutagenbehälter über New York verstreut, nun ist es die Aufgabe der Turtles die Mutagenbehälter so schnell wie möglich wieder einzusammeln. Außerdem macht Donatello es sich zur Aufgabe ein „Retro-Mutagen“ zu erschaffen, welches Mutanten wieder in Menschen verwandeln kann. Abgesehen davon versuchen die Turtles, Karai auf ihre Seite zu ziehen, da sich herausgestellt hat, dass sie Splinters Tochter ist. Nach einer Kraang-Invasion am Ende der zweiten Staffel müssen die Turtles ohne Splinter aus der Stadt fliehen.
In der dritten Staffel trainieren die Turtles auf dem Land. Dort begegnen ihnen neue Freunde und Feinde. Nach einigen Abenteuern in den Wäldern kehren die Turtles mit ihren Freunden nach New York zurück, um die Kraang zurückzuschlagen,
wobei sie auf Slash und sein Team, die Mighthy Mutanimals treffen und sich wieder mit Splinter vereinigen. Nach einer
harten Schlacht gelingt es den Turtles die Kraang aufzuhalten und die Menschen aus New York aus der Dimension X zu
befreien. Im Laufe der Staffel bekämpfen die Turtles weiter Shredder und seine Gehilfen und befreien Karai von der Gedankenkontrolle Shredders. Am Ende der Staffel starten die außerirdischen Triceratons eine Invasion,
um die Erde und damit die Kraang, ihre schlimmsten Feinde, zu zerstören. Dieser Plan gelingt auch und auch Splinter wird von Shredder von hinten erstochen. Die Turtles werden im letzten Moment jedoch von den Fugitoid, einen Roboter, gerettet.

## Figuren
Viele der Figuren basieren auf diversen Figuren vor allem aus den Mirage Comics und der 1987er Zeichentrickserie.
Die Turtles & Verbündete
- Leonardo „Leo“: Trägt das blaue Bandana und kämpft mit zwei Katanas. Er idolisiert eine Science-Fiction-Fernsehserie namens „Space Heroes“ (eine kaum verschleierte Parodie der klassischen Star-Trek-Serie) und deren Darstellung des Heldencharakters. Er ist der Anführer des Turtle-Teams und in Karai verliebt, was sich auch nicht verändert, nachdem er erfährt, dass sie in Wahrheit seine Adoptivschwester ist. Im Finale der 2. Staffel wird er von Shredder schwer verletzt und in ein 3 Monate langes Koma befördert. Er wacht danach wieder auf, allerdings noch mit einer schweren Knieverletzung, die aber innerhalb der 3. Staffel heilt. Er ist in der 3. Staffel auch deutlich stärker was man z. B. daran sieht, dass er sich auch recht gut gegen Shredder behaupten kann.
- Raphael „Raph“: Trägt das rote Bandana und kämpft mit zwei Sais. Er ist der Hitzkopf der Gruppe, welcher sich oft ohne jegliche Überlegung in einen Kampf stürzt und deswegen mit Leonardo im Streit liegt. Der einzige, der von seiner schlechten Laune geschützt ist, ist seine Haustierschildkröte Spike, dem er seine geheimsten Gedanken anvertrauen kann. Er kann es nicht leiden, beleidigt zu werden und hat eine panische Angst vor Kakerlaken.
- Donatello „Donnie“: Trägt das violette Bandana und kämpft mit einem Bō, der mittels einer ausfahrbaren Klinge auch als Naginata fungieren kann. Donatello ist das Genie, das hinter der Ausrüstung der Turtles steckt, wie z. B. dem Shellraiser oder Metalhead. Er ist manchmal aber auch sehr besserwisserisch, was vor allem Raphael auf die Nerven geht. Zum Spott seiner Brüder hat er sich in April verliebt – genauso wie Casey, was oft Streitereien zwischen den beiden verursacht.
- Michelangelo „Mikey“: Trägt das orange Bandana und kämpft mit seinen Nunchakus, die auch als Kusarigama fungieren können. Als der spaßsuchende, nicht sonderlich intelligente Kindskopf ist er derjenige, der für die allgemeine Benennung ihrer Gegner und Ausrüstungsgegenstände zuständig ist. Er liebt Skateboarden, Videospiele und vor allem Pizza. Er ist aber ein sehr guter Schütze, was er beim Bogenschießen und Werfen von Wasserbomben demonstriert. In der Dimension X ist er der Anführer und ein Genie.
- Splinter: Eine mutierte Ratte, die einst ein Mensch mit dem Namen Hamato Yoshi war. Er verlor im Kampf mit Shredder seine Frau und seine Tochter, die von Shredder im Glauben erzogen wurde, Splinter habe ihre Mutter getötet. Er wandert häufig durch die Kanalisation, wobei er einen Stab mit sich führt, welcher ein Symbol seiner Balance darstellt.[4] Er ist ein erfahrener Ninja-Meister und trainiert die vier Schildkröten in der Kunst des Ninjutsu und ist für sie eine Vaterfigur. Später wird er von dem mutierten Shredder während eines Kampfes getötet, aber steht den Turtles fortan als Geist weiterhin mit Rat und Tat zur Seite.
- April O’Neil: Ein 16-jähriges Mädchen, welches auf die Turtles stößt, als sie und ihr Vater von den Kraang entführt werden. Später wird sie von Splinter zu einer Kunoichi, einem weiblichen Ninja, ausgebildet. Im Laufe ihres Trainings bekommt sie auch ihre eigene Waffe, einen Tessen. Im Laufe der zweiten Staffel entwickelt April telepathische Kräfte und muss erfahren, dass sie das Produkt einer Vermischung von menschlicher und Kraang-DNS ist – eine Mischung, die vital für die Eroberungspläne der Kraang ist. Sie hat große Angst vor ihrem mutierten Vater gehabt. Sie kann aus biologischen Gründen nicht mutieren.
- Casey Jones: Ein siebzehnjähriger hockeybegeisterter Mitschüler von April, der ab der zweiten Staffel erscheint. Er ist einer der wichtigsten Freunde von April außerhalb der Turtles, und obwohl er oft ziemlich großspurig spielt, zeigt er auch sensiblere Seiten. Im Laufe der Zeit erfährt er von den Turtles. Seine primäre Waffe ist ein Eishockeyschläger; allerdings befinden sich auch Baseballschläger, Cricketschläger, explodierende Hockeypucks, Elektroschocker und Farbgranaten in seinem Waffenarsenal. Er hat panische Angst vor Ratten und somit auch vor Splinter, der aber versucht ihm diese Angst abzugewöhnen. Auf Patrouillen trägt er eine wie ein Totenschädel gestaltete Hockeymaske.*
- Karai: Eine Kunoichi im Dienst von Shredder und die leibliche Tochter von Splinter, welche allerdings bei einem Hausbrand von Shredder entführt und im Glauben erzogen wurde, sie sei seine Tochter, deren Mutter von Hamato Yoshi ermordet wurde. Sie entwickelt einen Hass auf April und wird oft als deren Feindin angesehen. Die Turtles, besonders Leonardo – in den sie sich verliebt hat –, versuchen sie als Mitstreiterin zu gewinnen und davon zu überzeugen, dass sie Splinters Tochter ist, was ihnen auch in der 2. Staffel gelingt. Danach, weil sie für Shredder keinen Nutzen mehr hat, wird sie von ihrem Adoptiv-Vater in den Kerker geworfen. Als die Turtles sie befreien konnten, wollte sie jedoch Rache an Shredder nehmen. Das misslang und sie wurde in ein dreiköpfiges Albino-Schlangenmonster mutiert. Dennoch kann sie mittels Häutung ihre menschliche Gestalt annehmen, jedoch mit Fangzähnen und komplett grünen Augen. Sie scheint nach der Mutation (im Gegensatz zu diversen anderen) ihren Verstand und Charakter behalten zu haben, jedoch mit einem ziemlichen Hass und recht großer Rachsucht auf Shredder. Später wurde sie von Bebop und Rocksteady eingefangen und von Baxter Stockman nahezu perfekt retro-mutiert, als Mensch ist es ihr allerdings auch weiterhin möglich sich in ihre mutierte Form zu verwandeln. Shredder pflanzte ihr jedoch einen parasitären Wurm ein, welcher dafür sorgt, dass sie sich nicht mehr an ihre wahre Identität erinnern kann, und glaubt Shredders Tochter zu sein, woraufhin sie Jagd auf die Turtles und ihre Verbündeten macht. Später wird sie jedoch, dank Splinters heilenden Händen, von dem Wurm befreit und wird wieder eine treue Verbündete der Turtles.
- Eiscreme-Kätzchen: Eine von April adoptierte Katze, welche mit Eis vermischtes Mutagen gegessen hat und sich in einen Eis-Mutanten verwandeln. Sie ist immer noch eine Katze, allerdings hat sie jetzt keine Beine mehr und ihr Aussehen besteht aus den 3 Eissorten Erdbeere, Vanille und Schokolade. Sie ist von nun an das Haustier der Turtles (allen voran Mikey) und ging mit den Turtles mit, als sie die Stadt nach der Kraang-Invasion verlassen mussten. Im Original heißt sie Ice Cream Kitty
- Fugitoid: Fugitoid rettete die Turtles, April und Casey im Finale der dritten Staffel mit seinem Schiff Ulixes. Daraufhin nimmt er sie mit auf eine Reise ins Weltall. Bei Fugitoid, der eigentlich Professor Honeycutt heißt, handelt es sich um einen Cyborg, dessen Gehirn von seinem Roboterassistenten SAL in dessen Körper verpflanzt wurde, nachdem die Triceratons Honeycutts biologischen Körper zerstört hatten, weil dieser sich weigerte ihnen Waffen zu bauen. Zuvor jedoch hat er den Schwarzlochgenerator erfunden und an die Kraang verkauft. Sein Gewissen hat ihn dazu gebracht, die Waffe unschädlich und ihre schrecklichen Auswirkungen rückgängig zu machen.
- Kirby O’Neil/Kirby Bat: Ein Wissenschaftler und der Vater von April, der von den Kraang entführt wurde, am Ende der ersten Staffel von den Turtles aber wieder befreit wird. Er wurde allerdings von den Kraang und Shredder hypnotisiert. Donatello konnte die Hypnose jedoch endgültig brechen. Durch einen späteren schwerwiegenden Fehler der Turtles, wurde er mit Mutagen übergossen und in einen Fledermausmutanten namens Kirby Bat verwandelt. Im späteren Verlauf wird er mithilfe des von Donatello entwickelten Retro-Mutagen wieder zurückverwandelt, ohne Erinnerungen an seine Mutation. Danach wird er bei einer Kraang-Invasion von Kraang Prime in einen Kraang-Menschen mutiert.
- Metalhead: Ein von Donatello aus Teilen eines Kraang-Droiden gebauter Roboter-Turtle, der für schwere Kampfeinsätze gedacht ist. Ursprünglich war er nur eine von Donatello ferngesteuerte Kampfmaschine, später gibt Donatello ihm ein Bewusstsein und einen eigenen Charakter. Metalhead ist mutig, hilfsbereit und geschickt. Wenn mal kein Kampfeinsatz bevorsteht, hilft er Donatello bei seinen Projekten. Um den Turtles und einigen Mutanten zu helfen aus der Kraang-Basis zu flüchten, blieb er zurück und zerstörte sich selbst, um ihre Flucht zu ermöglichen.

Mighty Mutanimals
- Slash: Er hieß ursprünglich Spike und war Raphaels Haustierschildkröte. In der zweiten Staffel wird er zum Mutanten Slash. Da er die vierfache Dosis an Mutagen bekommen hat, ist er doppelt so groß wie die Turtles im Durchschnitt. Zudem hat er ebenfalls eine Waffe, einen Morgenstern, trägt ein schwarzes Bandana und hat im Gegensatz zu den anderen Turtles eine bläuliche Hautfarbe. Zudem vereint er den Hass von Raphael auf die anderen Turtles, dessen Jähzorn sowie auch dessen Kampftechniken in sich. Er arbeitete für eine Zeit mit dem Molchinator zusammen, musste aber erkennen, dass der Molchinator kein Herz besitzt, und schließt sich den Turtles an, um ihn zu bekämpfen. Auch wenn er es weiterhin bevorzugt allein zu kämpfen, bleibt er dennoch ein Verbündeter der Turtles.
- Leatherhead: Ein mutiertes Krokodil, das den Kraang eine Energiezelle stahl, ohne die sie das Portal zu ihrer Dimension nicht mehr betreiben können. Die Turtles entdeckten ihn durch Zufall und freundeten sich mit ihm an. Beim Versuch, mit den Turtles das Portal zu zerstören, wurde er wieder in die Dimension der Kraang transportiert. Die Turtles konnten ihn nach langer Zeit befreien.
- Monkey Brains Ein mutierter Affe, der von Victor Falco mutiert wurde. Seine Fähigkeit ist Gedankenstrahlen zu schießen.
- Müllmann: Ein toxisch-giftiges Müllmonster. Sein mit ihm verschmolzener Partner heißt Joe Eyeball. Dieser ist ein mutierter Augapfel. Der Name Joe Eyeball stammt von Mikey. Müllmann freundet sich mit den Turtles an und entschließt sich nicht zurückverwandeln zu lassen und wird stattdessen ein Mitglied der „Mighty Mutanimals“. Im Original heißt er Muckman.
- Mondo Gecko war ein Skater mit dem Namen Jason, bis er durch einen Unfall mit einem Mutagenbehälter mit seinem zahmen Gecko verschmolz. Er freundet sich in der dritten Staffel mit Mikey und Casey an, um die beiden Fishface auszuliefern. Als er dann jedoch erkennt, dass ihm seine neuen Freunde wichtiger sind als sein Boss, hilft er ihnen zu entkommen und schwört dem kriminellen Untergrund New Yorks ab. Mondo wird daraufhin Mitglied der „Mighty Mutanimals“.
- Jack J. Kurtzman: Ein Journalist, welcher den Auftrag bekam, über die verschwundenen Wissenschaftler in New York zu berichten, als er aber herausfand, wie tiefgründig sein Fall ist, spioniert er den Turtles und April hinterher, in der Hoffnung, dadurch die Pläne der Kraang aufzuhalten. Er schließt sich den Turtles an und spioniert für sie weiterhin die Kraang aus. Als die Turtles New York verlassen mussten, gründet er eine Kraang-Widerstandsgruppe namens „Mighty Mutanimals“, die anfangs aus Slash, Leatherhead, Monkey Brains und Pete besteht.

Die wichtigsten Feinde der Turtles
- Shredder: Sein echter Name lautet Oruku Saki. Er ist der Anführer des Foot Clans und dafür verantwortlich, dass Hamato Yoshis Frau in einem Hausbrand starb, wobei er entstellt wurde. Er entführte dabei Hamato Yoshis Tochter und erzog sie im Glauben, sie sei seine eigene Tochter mit dem Namen Karai. Später verbündete er sich mit den Kraang, um die Turtles und Splinter endlich zu vernichten. Er ist auch ein Ninja-Meister, der mindestens so stark wie Splinter ist. Er ist von Rache getrieben und will unbedingt Splinter und die Turtles eliminieren und schreckt dabei vor nichts zurück. Er kontrolliert sehr viele Gangs in der Stadt und hat viele Untertanen. Doch im Kampf gegen die Triceratons, tötet er Splinter. Nach dem Sieg über die Triceratons wird Shredder von Splinter besiegt und verletzt. Daraufhin lässt er sich von Baxter Stockman selbst in einen Mutanten verwandeln und wird zu Mega-Shredder. Es gelingt ihn nach harten Kämpfen mit den Turtles und ihren Verbündeten Splinter zu töten. Später wird Mega-Shredder im Kampf von Leonardo getötet.
- Foot Soldiers: Eine Armee von Ninjas, trainiert von Chris Bradford. Im Laufe der Serie werden sie von den Kraang und Karai durch Roboter-Ninjas, sogenannte Foot Bots, ersetzt.

- Dogpund/Rahzar: Chris Bradford ist ein an Chuck Norris angelehntes Kampfkunst-Idol. Er wurde jahrelang von Shredder in der Kunst des Ninjutsu ausgebildet. Nach einem Mutagenunfall im Laufe der Serie wird Bradford zu einem Hundemutanten namens Dogpound. Später wird er nochmal mutiert, zu einem Werwolfmutanten namens Rahzar. Sein größter Feind unter den Turtles ist Mikey und sein (unfreiwilliger) Partner im Kampf gegen die Turtles ist Fishface.
- Fishface: Xever war ein brasilianischer Straßengangster, der neben Bradford als Adjutant Shredders diente. Nach dem gemeinsamen Mutagenunfall mit Bradford wird er zum Fischmenschen Fishface. Aufgrund seiner Mutantenart (Fisch) hat er viel Respekt vor Tiger Claw (Tiger). Sein größter Feind unter den Turtles ist Raph und sein (unfreiwilliger) Partner im Kampf gegen die Turtles ist Chris Bradford. Xever kämpft den brasilianischen Kampfstil „Capoeira“ und kann auch gut mit diversen Waffen umgehen.
- Tiger Claw: Ein Tigermutant, der in der 2. Staffel erscheint. Er wurde früh als Kind mutiert und ist im Zirkus aufgewachsen. Mit der Zeit hat er sich Fähigkeiten angeeignet, mit der er zu einem hochgefährlichen Kämpfer wurde und selbst für Splinter kein leichter Gegner ist. Er übernimmt Karais Posten im Foot Clan, was diese ihm sehr übel nimmt. Kurzzeitig wurde er zusammen mit den Kraathadrogons in eine andere Dimension transportiert, konnte es jedoch schaffen dieser zu entkommen. Von da an hat er eine Augenklappe. Er hat eine große Kampfausrüstung, darunter einige Pistolen, eine Machete und einen Raketenrucksack.
- Baxter Stockman: Ein afroamerikanischer Ingenieur in Elektronik und Robotik, welcher aber durch seine Ungeschicklichkeit immer wieder ins Fettnäpfchen gerät. Er wurde kurzzeitig von Shredder gezwungen für den Foot Clan zu arbeiten, weshalb er mechanische Beine für Fishface baute. Er verließ nach seinem Verrat an Fishface und Dogpound den Foot Clan wieder, wurde später aber von Bradford, Xever und Karai aufgespürt und zurückgebracht. Er mutiert in der 2. Staffel zu einem Fliegenmutanten namens Buzzkil. Jedoch sind nur sein Kopf und seine Arme von der Veränderung betroffen und er hat Fliegenflügel am Rücken.
- M.O.U.S.E.R.S:: Mouser sind Roboter die von Baxter Stockman gebaut wurden. Sie greifen gewöhnlich in Scharen an, was sie trotz ihrer fehlenden Kampfkraft zu ernsten Gegnern macht.
- Bebop: Er war als Mensch ein Meisterdieb, der Shredders Helm für Steranko klauen sollte, was nicht so ganz geklappt hat. Später wurde er dafür von Shredder zu einem Warzenschweinmutant namens Bebop mutiert und sollte fortan Shredder zusammen mit seinem Partner Steranko dienen. Er hat eine High Tech-Laserrüstung, wodurch er Laser aus seiner Hüfte, seinen Händen und seinen Haaren schießen kann. Er kann sich auch unsichtbar machen und hat noch viele weitere Waffen.
- Rocksteady: Als Mensch ein Waffenhändler und Sammler, der in gewisser Weise mit Shredder befreundet war. Jedenfalls bis er Anton Zeck befahl Shredders Helm zu klauen und zusammen mit ihm seine Schlangentochter gejagt hat. Als Strafe wurde Ivan Steranko in einen Nashornmutanten namens Rocksteady verwandelt und musste fortan Shredder dienen, zusammen mit seinem Partner Anton Zeck. Als Nashorn ist er natürlich um einiges stärker geworden und daher eine echte Herausforderung für die Turtles. Er ist russischer Herkunft, was man an seinem Akzent deutlich hören kann. Passend dazu kämpft er mit Hammer und Sichel.
- Kraang: Eine Rasse außerirdischer Wesen, welche planen, die Erde für ihr Volk zu kolonisieren. Um auf der Erde nicht aufzufallen, bewegen sie sich in menschenähnlichen Exoskeletten. Sie wollen die Erde in einen Ort verwandeln, auf dem sie leben können.[5] Diese Charaktere sind eine effektive Verschmelzung von den Utroms aus den Mirage Comics und der Figur Krang aus der 1987er Zeichentrickserie.
  - Kraang Primus: Die Anführerin der Kraang, welche die Invasion ihrer Gefolgsleute auf die Erde befiehlt und koordiniert. Im Original heißt sie Kraang Prime.
  - Kraang Sub-Primus: Kraang Sub-Primus gibt sich als Aprils beste Freundin und eine Streberin aus. Als „Irma Langinstein“ wird er im Laufe der Serie in einige Mutagenfälle verwickelt und findet heraus, dass April „geheime Freunde“ hat, die sie ihr nicht vorstellen will. Nachdem April und sie aber von Foot Bots verfolgt wurden, mussten sie in die Kanalisation, wo Irma die Turtles und ihr Versteck entdeckte. Dann kam raus, dass sie in Wirklichkeit ein getarnter Spion und oberster Handlanger von Kraang Primus ist: Kraang Sub-Primus (Original Kraang Sub-Prime). Er hat dann anderen Kraang das Versteck der Turtles verraten wurde aber in einem Zweikampf von Splinter besiegt. Er kehrte später bei dem Versuch der Turtles und Mutanimals die Stadt zu retten zurück wurde aber erneut besiegt. Er hat ein sehr großes Exoskelett und ist ein gefährlicher Kämpfer.
  - Krathaadrogons: Von den Kraang mutierte Würmer. Die Kraang melken die Würmer um Mutagen zu beschaffen.
  - Mom-Thing: Ein Kraang-Experiment, das aussieht wie Aprils Mutter. Sie gibt vor Aprils Mom zu sein, aber Mikey findet heraus, dass sie ein Mutant ist. Sie will April zu den Kraang bringen, damit die große Invasion starten kann! Sie verwandelte sich in ein Monster mit einem teilbaren Kopf, Giftsporen und Schleim. Sie hat die Turtles in Zombie-Kraang verwandelt. Aber inzwischen wurde Mom-Thing bereits von April besiegt und erledigt. Sie war eine Mischung von Kraang- und Menschen-DNA. Außerdem ist sie schuld, dass die Punk-Frösche mutierten.
- Triceratons: Sie sind eine Rasse außerirdischer Dinosaurier. Auf der Erde können sie nur mit Sauerstoffflaschen atmen. Ihr Ziel ist es die Kraang auszuschalten, weil die Kraang ihre Heimat zerstört haben. Sie haben einen Schwarzloch-Generator, mit welchem man ganze Planeten zerstören kann. Ihr Anführer ist Kapitän Mozar.
  - Mozar: Der Anführer der Triceratons. Er ist ein sehr brutaler Kommander. Er gibt den Triceratons Befehle.
- Lord Dregg: Lord Dregg ist der Herrscher einer insektoiden Rasse, der vorherrschenden Spezies auf dem Planeten Sectoid One. Nachdem die Turtles ihm versehentlich ein schweres Geschäft vermasseln, erklärt Dregg sich zu ihrem Todfeind und versucht sie jeder bei sich bietenden Gelegenheit zu eliminieren, wozu er auch den Kopfgeldjäger Armaggon in seine Dienste nimmt. Später aber wird enthüllt, dass Dregg in Wirklichkeit ein verkleideter Roboter ist. Bei der Fortsetzung seiner Vergeltungsjagd half Dregg den Triceratoniern bei der Suche nach dem letzten Teil des Schwarzlochgenerators, wurde aber am Ende von ihnen betrogen und ins Weltall hinausbefördert. Später griff er mit seiner Armee, mit Hilfe von dem Molchinator die Erde an. um Rache an den Turtles und den Salamandriner zu üben. Gleichzeitig will er die Erde als Nahrungsquelle verwenden.
- Rattenkönig: Dr. Victor Falco war ein skrupelloser Wissenschaftler, der den Kraang Mutagen abgekaufte, um damit zu experimentieren. Im Laufe der Serie bekommt er die Fähigkeit Ratten (und somit auch Splinter) zu kontrollieren und wird zur aus den Mirage Comics bekannten Figur, dem Rattenkönig.
- Mutagen-Mann: Timothy, oder wie er sich nannte „Pulverizer“, war einst ein Fan, der die Turtles bei ihrem ersten Kampf mit Baxter Stockman beobachtete und seitdem versuchte, die nachzuahmen. Im Laufe der ersten Staffel wird er zu einem Schleimmutanten. Seine Mutation wurde von ihm selbst verursacht, da er sich erhoffte ein Turtle zu werden. Häufig ist er in einem mit Wasser gefüllten Glaszylinder in Donatellos Labor zu sehen, weil Donatello seine DNA für das Retro-Mutagen braucht. Als er später ein weiteres Mal mit Mutagen in Verbindung kommt wachsen ihm Arme und Beine und er wird zum Mutagen-Mann. Er kann sich nun mobil durch New York bewegen und sorgt dementsprechend für Chaos. Mutagen-Mann wird zudem ein Feind der Turtles und kämpft gegen sie an. Im Kampf mit ihm gelingt es den Turtles ihn mit dem sogenannten Eis-Mutagen einzufrieren und sicher in Donatellos Labor unterzubringen.
- Molchinator (im Original Newtralizer): Ein mutierter Molch, welcher von den Kraang eingesperrt wurde. Als Donatello versuchte Kirby zu befreien, hat er ihn ebenfalls befreit. Er ist sehr aggressiv, schwer bewaffnet und sehr robust. Er ist ein Feind der Kraang, da sie seine Leibspeise sind. Möglicherweise ist er ein Lebewesen aus der Dimension X. Er ist einer der wenigen Feinde der Turtles, der nicht von Michelangelo, sondern von Donatello benannt wurde. Er arbeitete eine Zeit lang mit Slash zusammen um die Kraang zu besiegen, plant dabei jedoch auch New York zu vernichten. Dadurch machte er sich mit Slash einen neuen und mächtigen Feind.
- Traumbiber: Die Biber die in die Träume von Menschen eindringen. Dort machen sie den Traum zum Alptraum und entziehen ihrem Opfer die Lebenskraft, wenn er schläft. Die Biber Heißen Dunkler Biber, Gruselbiber, Schreckensbiber und Dave Biber. Doch letztendlich finden die Turtles heraus, dass die Biber in der realen Welt bloß kleine, sprechende Biber ohne spezielle Fähigkeiten sind.
- Armaggon: Ein außerirdischer haiartiger Kopfgeldjäger, der einen an seine Physiologie angepassten Kampfanzug, der wie ein Hai aussieht, als Fahrzeug und Waffe zugleich verwendet. Er tritt erstmals in Erscheinung, als Lord Dregg ihn anheuert, um für ihn Rache an den Turtles zu nehmen. Nach einigen Versuchen seinerseits die Turtles zu töten, wird er bei einem Kampf von Leonardo zu einem sogenannten „Scorponoiden“ gestoßen und von diesem Wesen getötet.

Andere wichtige Charaktere
- Punkfrösche: Eine Froschkolonie mit ihrem Anführer Attila dem Frosch und dem Team Dschingis Frosch, Napoleon Bonafrosch und Rasputin dem verrückten Frosch, aber auch noch anderen „Frosch-Kriegern“. Diese Frösche wollen die Farm der Turtles erobern und die Welt der Menschen angreifen, was die Turtles verhindern. Aus Versehen vernichten sie das Heim der Frösche (eine Baumfestung). Die Frösche werden zu Verbündeten und ziehen nach Louisiana. Die Punkfrösche wurden ursprünglich für die 1987-Serie erfunden und in der 2003-Serie erweitert.
- Wyrm: Ein Wesen, welches drei Wünsche erfüllen kann. Wyrm wurde vor Jahrtausenden im Hyperwürfel gefangen, weil er einer der drei Schöpfer des Chaos war.
- Sir Malachi: Ein Spatzenzauberer, der vorher Martin Milton hieß. Als er auf den Dächern von New York Vögel fütterte, traf ihn ein Mutagen-Kanister. Er ist außerdem ein verrückter Spielemeister. Er sperrte die Turtles in ein Labyrinth ein, aber zum Schluss wurde Malachi doch zu einem Verbündeten.
- Pizza Face: Ein Pizzamonster, das zuvor ein Pizzabäcker namens Antonio war.
- Ho Chan: Ein Geist der von den Purple Dragons aus einem antiken Dolch befreit wurde. Er wollte durch Aprils Macht wieder zum Mensch werden, wurde aber besiegt. Donnie hat ihn wieder in den Dolch verbannt und versenkte den Dolch mit Ho Chan ins Meer.
- Creep: Ein Sumpfmonster, welches in den Wäldern haust. Er ist durch Leonardos Mutagen-Erbrochenen entstanden. Später kehrte er zurück um Rache der Turtles zu nehmen, indem er die Kralle von Snakefake stiehlt.
- Bigfoot: Ein Menschenaffe der durch die Wälder streift. Er verbündet sich mit den Turtles in der 3. Staffel. Die Turtles beschützen ihn vor dem Finger.
- Der Finger: Ein Jäger, der in den Wäldern Tiere jagt. Ein Tier, das er besonders haben möchte, ist „Bigfoot“. Außerdem hat „The Finger“ 6 Finger. Er spricht ständig mit einer Maske, die er „Mama“ nennt. Als er herausfindet, das Bigfoot weiblich ist, tut er ihn nichts an und verzeiht Bigfoot.
- Mrs. O’Neil: Sie ist/war, die Mutter von April und die Ehefrau von Kirby O’Neil. Kurz vor Aprils Geburt wurde sie von den Kraang entführt, und die noch ungeborene April wurde mutiert, damit die Kraang sie später als Waffe einsetzen konnten. Nachdem April zur Welt kam, wollten die Kraang sie entführen, allerdings wurde stattdessen Aprils Mutter entführt. Ihr wurde DNA entnommen, wodurch die Kraang die Möglichkeit hatten, eine Kopie von ihr zu erschaffen, welche Aprils Vertauen gewinnen soll und sie entführen soll. Diese Kopie wurde jedoch instabil und zu einer Kreatur, die heute als „Mom-Ding“ bekannt ist, welche für die Kraang zu gefährlich wurde, weswegen sie sie wegsperren mussten. Mom-Ding wurde später von den Turtles entdeckt und von April besiegt, ob Aprils echte Mutter heute noch lebt, ist nicht bekannt.
- Bernie: Ist ein Verkäufer, der 40 Jahre lang nicht geschlafen hat und die Traumbiber einsperrte. Er ist außerdem noch verrückt und griff Casey Jones mit einer Kettensäge an. Aber als er und die Turtles herausfanden, dass die Traumbiber außerhalb der Träume nur mutierte normalgroße Biber ohne irgendwelche Fähigkeiten sind, bekennt er sich zur Ruhe und schläft ein um seine 40 Jahre Schlaf nachzuholen.
- Speed Demon: Ein mutiertes Auto, das während eines Mutagen-Unfalls der „Punk-Frösche“ mutiert wurde. Es kämpft gegen Casey, schließlich hatte man es besiegt, doch daraus ist die „Chimäre“ entstanden!
- Die Chimäre (eng. The Chimera) ist eine Mutation aus einem Adler, einem Fisch und einem Wurm. In ihrer Debütepisode Die Augen der Chimäre verschleppt sie Raph, Donnie, Mikey und Casey in ihr Nest, sodass der immer noch verwundete Leo und die vorübergehend erblindete April ihre Freunde retten müssen. Der Kampf geht zwar in einem Sieg für die Turtles aus, doch in einem Cliffhanger wird gezeigt, dass die Chimäre nicht vollständig getötet wurde.
- Dr. Gluckenstein: Ein Huhn, das zufällig mutiert wurde auf Aprils Farm. Das Huhn ist sehr schlau. Es kann Dateien auf Donnies Laptop ablesen und neu zusammenstellen. Casey nahm das Huhn mit auf ein Rennen mit „Speed Demon“! Als die Turtles nach New York zurückkehrten, ließen sie das Huhn auf der Farm zurück, wo es auf die Farm aufpassen soll. Im Original heißt er Dr. Cluckingsworth.
- Tang Shen: Die ehemalige Ehefrau von Hamato Yoshi. Sie starb, als der Shredder Hamato Yoshi aus Eifersucht um deren Verbindung zu töten versuchte. Sie wurde bisher nur in Rückblenden erwähnt. In einer späteren Zeitreise 16 Jahre in die Vergangenheit, treffen die Turtles auf Tang Shen, wobei sie sich vor ihr als Kappas ausgeben, um ihre Identität zu wahren. Sie halten Tang Shen davon ab sich in Oroku Saki (den späteren Shredder) zu verlieben, bei einem Kampf zwischen Saki und Yoshi starb Tang Shen, wie in der Rückblende erzählt, wobei die Turtles ihren Tod nicht verhindern konnten, da ihr Überleben die Zukunft radikal verändern könnte. Stattdessen retten die Turtles das Leben des jüngeren Splinters/Hamato Yoshi, womit aufgedeckt wird, dass Shens Tod Schicksal war.
- Koga Takuza: Der größte Schwertkämpfer der Geschichte Japans. Er gründete den Foot Clan. Er konnte mit der Klinge besser umgehen als jeder Samurai. Er stahl die heiligen Waffen seiner besiegten Feinde und aus denen schmiedete er den Kuro Kabuto: Shredders Helm
- Purple Dragons: Drei Straßengangster aus dem Chinatown-Viertel namens Fong, Tsoi und Sid, die zur Anhängerschaft Shredders gehören, aber keine große Gefahr darstellen. Jedenfalls bis sie in der 3. Staffel einen neuen Anführer namens Hun bekommen, der für die Turtles und seinen persönlichen Erzfeind Casey eine Herausforderung darstellt.

## Produktion
Nachdem Nickelodeon 2009 die weltweiten Rechte an der TMNT-Marke von der Mirage Group und 4kids Entertainment gekauft hatte, wurde angekündigt, dass man für 2012 eine neue Fernsehserie und für 2013 einen neuen Kinofilm produzieren werde.
Ein erster teaser trailer zur neuen Serie wurde unter dem Titel Mutation in Progress im März 2011 veröffentlicht, in dem klar zu erkennen ist, dass zwei der Turtles neue Waffen für die Serie bekommen haben. Donatello tauscht seinen Bō-Stab gegen ein Naginata ein und Michelangelo seine Nunchaku gegen Kusarigama.
Auf der Licensing Expo in Amerika wurde ein erstes Werbebild zur neuen Serie mit dem klassischen Ausruf „Turtle Power!“ ausgestellt. Auf dem Bild sind außerdem die vier Turtles zu sehen, wobei Donatello und Michelangelo wieder ihre ursprünglichen Waffen mit sich führen.
Auf der San Diego Comic Con 2011 wurde von Nickelodeon ein weiteres preview event abgehalten, wo die Produzenten zur Serie einige neue Information veröffentlicht haben: Die Serie soll viele Elemente der bisherigen Comics und Serien beinhalten, wodurch man ein neues Level mit den Ninja Turtles erreichen möchte. Man wird sich mehr mit dem Ninjutsu-Lebensstil, welcher sich nicht nur auf die Kampftechniken beschränkt, beschäftigen. Des Weiteren wurde die Persönlichkeiten der Turtles verfeinert, um die vier Schildkröten leichter unterscheiden zu können. Splinter wird wesentlich größer und jünger dargestellt werden als in den bisherigen Inkarnationen, damit er besser in einem Kampf gegen Shredder bestehen kann. April ist wie schon Splinter in dieser Version wesentlich jünger als zuvor, da die Nickelodeon-Autoren es unheimlich fanden, dass sich eine 30-jährige Frau mit vier Teenager-Schildkröten herumtreibt. Des Weiteren wird auch sie von Splinter unterrichtet, um eine Kunoichi, ein weiblicher Ninja, zu werden. Auch die Kraang wurden zum ersten Mal vorgestellt, und so handelt es sich bei dieser Alienrasse um eine böse Neuinterpretation der Utroms aus den Original-Comics.
Am 21. Juni 2012 wurde der erste Trailer mit Szenen aus der Serie über die Webseite Insidetv.EW veröffentlicht, dabei wurde ein Erstausstrahlungsstart für Herbst 2012 angekündigt. Im Trailer kann man neben den ersten bewegten Szenen mit den vier Turtles auch den Shredder und seine Foot Ninjas sehen. Als Hintergrundmusik wird im Trailer eine Neuauflage des Titellieds der ersten Ninja-Turtles-Serie verwendet.
Kurz nach der Premiere der ersten Staffel wurde die Serie durch Nickelodeon Anfang Oktober 2012 um eine zweite Staffel, bestehend aus weiteren 26 Folgen, verlängert. Während der Nickelodeon Upfront Präsentation in New York wurde angekündigt, dass die Serie bereits um eine dritte Staffel verlängert wurde. Am 18. Juni 2014 wurde die Serie um eine vierte Staffel, bestehend aus 20 Folgen, verlängert und bekannt gegeben, dass Seth Green Jason Biggs als Sprecher von Leonardo ab der dritten Staffel ablösen wird.

## Synchronisation
Die deutsche Synchronfassung wird bei der Deutschen Synchron Filmgesellschaft in Berlin produziert. Dialogregie an der Serie führt Andreas Böge, der auch das Buch dazu schreibt.
| Rolle                                  | Originalsprecher                         | Deutsche Sprecher                                                            |
| Die Turtles                            | Die Turtles                              | Die Turtles                                                                  |
| -------------------------------------- | ---------------------------------------- | ---------------------------------------------------------------------------- |
| Leonardo                               | Jason Biggs (Staffel 1 & 2)              | Tim Knauer                                                                   |
| Leonardo                               | Dominic Catrambone (teilweise Staffel 2) | Tim Knauer                                                                   |
| Leonardo                               | Seth Green (ab Staffel 3)                | Tim Knauer                                                                   |
| Donatello                              | Rob Paulsen                              | Julius Jellinek                                                              |
| Raphael                                | Sean Astin                               | Nico Sablik                                                                  |
| Michelangelo                           | Greg Cipes                               | Tim Kreuer                                                                   |
| Verbündete                             |                                          |                                                                              |
| Splinter / Hamato Yoshi                | Hoon Lee                                 | Ingo Albrecht                                                                |
| April O’Neil                           | Mae Whitman                              | Annina Braunmiller                                                           |
| Casey Jones                            | Josh Peck                                | Sebastian Kluckert                                                           |
| Kirby O’Neil                           | Keith Silverstein                        | Thomas Hailer (Staffel 1 bis Mitte der 2. Staffel)                           |
| Kirby O’Neil                           | Keith Silverstein                        | Rainer Gerlach (ab Mitte der 2. Staffel)                                     |
| Leatherhead                            | Peter Lurie                              | Axel Lutter                                                                  |
| Metalhead (1. Stimme aus Lautsprecher) | Rob Paulsen                              | Michael Bauer                                                                |
| Pulverizer / Timothy / Mutagen Man     | Roger Craig Smith                        | Hannes Maurer                                                                |
| Slash                                  | Corey Feldman                            | Jörg Hengstler                                                               |
| Jack J. Kurtzman                       | Robert Forster                           | Hans-Eckart Eckhardt                                                         |
| Mr. Murakami                           | Sab Shimono                              | Frank Ciazynski                                                              |
| Karai / Oroku Miwa                     | Kelly Hu                                 | Anne Helm                                                                    |
| Shinigami                              | Gwendoline Yeo                           | Marieke Oeffinger                                                            |
| Tang Shen                              | Minae Noji                               | Marieke Oeffinger                                                            |
| Renet                                  | Ashley Johnson                           | Esra Vural                                                                   |
| Professor Honeycutt / Fugitoid         | David Tennant                            | Axel Malzacher                                                               |
| Carlos Chiang O’Brien Gambe            | Jim Meskimen                             | Felix Würgler                                                                |
| Sir Malachi                            | Paul Reuben                              | Fabian Hollwitz                                                              |
| Garson Grunge / Müllmann               | Grant Moninger                           | Daniel Johannes                                                              |
| Commander Sal                          | Keith David                              | Daniel Johannes                                                              |
| Mona Lisa                              | Zelda Williams                           | Dana Friedrich                                                               |
| Dr. Viktor Frankenstein                | Grant Moninger                           | Karlo Hackenberger                                                           |
| Punk Frösche                           |                                          |                                                                              |
| Attila Frosch                          | Maurice LaMarche                         | Kaspar Eichel                                                                |
| Dschingis Frosch                       | Kevin Michael Richardson                 | Tilo Schmitz                                                                 |
| Rasputin der verrückte Frosch          | Maurice LaMarche                         | Andreas Hosang                                                               |
| Napoleon Bonafrosch                    | Jon Heder                                | Sebastian Schulz                                                             |
| Schurken                               |                                          |                                                                              |
| Die Kraang                             | Nolan North                              | Matthias Klages                                                              |
| Kraang Primus                          | Roseanne Barr (Staffel 1 & 2)            | Matthias Klages                                                              |
| Kraang Primus                          | Rachel Butera (ab Staffel 3)             | Matthias Klages                                                              |
| Kraang Subprimus                       | Gilbert Gottfried                        | Matthias Klages                                                              |
| Shredder / Oroku Saki                  | Kevin Michael Richardson                 | Matti Klemm                                                                  |
| Mozar                                  | Michael Dorn                             | Gerald Paradies (Bis Staffel 4 Folge 7) Joachim Kaps (Ab Staffel 4 Folge 11) |
| Zog                                    | Lance Henriksen                          |                                                                              |
| Snake / Snakefake                      | Danny Jacobs                             | Rainer Fritzsche                                                             |
| Vic / Spyder Bytez                     | Lewis Black                              | Joachim Kaps                                                                 |
| Chris Bradford / Dogpound / Rahzar     | Clancy Brown                             | Oliver Siebeck                                                               |
| Xever / Fishface                       | Christian Lanz                           | Tobias Nath                                                                  |
| Kavaxas                                | Mark Hamill                              |                                                                              |
| Fong                                   | Andrew Kishino                           | Arne Stephan                                                                 |
| Tsoi                                   | James Sie                                | Fabian Oscar Wien                                                            |
| Sid                                    | Andrew Kishino                           | Gerrit Hamann                                                                |
| Baxter Stockman / Stockman-Fly         | Phil LaMarr                              | Thomas Nero Wolff                                                            |
| Don Vizioso                            | Brian Bloom                              | Jürgen Kluckert                                                              |
| Ivan Steranko / Rocksteady             | Fred Tatasciore                          | Andreas Müller                                                               |
| Anton Zack / Bebop                     | J. B. Smoove                             | Bernhard Völger                                                              |
| Dr. Victor Falco / Rattenkönig         | Jeffrey Combs                            | Detlef Bierstedt                                                             |
| Wyrm                                   | Dwight Schultz                           | Lutz Schnell                                                                 |
| Armaggon                               | Ron Perlman                              | Tilo Schmitz                                                                 |
| Hattori Tatsu                          | Michael Hagiwara                         | Uwe Jellinek                                                                 |
| Hero Turtles                           |                                          |                                                                              |
| Leonardo                               | Cam Clarke                               | Rainer Gerlach                                                               |
| Donatello                              | Barry Gordon                             | Rainer Schmitt                                                               |
| Raphael                                | Rob Paulsen                              | Boris Tessmann                                                               |
| Michelangelo                           | Townsend Coleman                         | Lutz Schnell                                                                 |

## Ausstrahlung
Am 14. Juli 2012 wurde die erste Vorschau auf die Serie bei Nickelodeon Deutschland ausgestrahlt. Die Ausstrahlung der Serie begann offiziell am 4. November 2012.

## Veröffentlichung
Die Episoden sind nach ihrer Produktionsreihenfolge auf DVD erhältlich. In der folgenden Liste sind die Episoden nach ihrer Produktionsnummer (siehe Prod. Code in Episodenliste) aufgezählt:

### Vereinigte Staaten
Staffel 1
- Rise of the Turtles (Episoden 1–6) erschien am 26. Februar 2013 auf DVD
- The Gauntlet (Episoden 7–14) erschien am 9. Juli 2013 auf DVD
- Ultimate Showdown (Episoden 15–26) erschien am 1. Oktober 2013 auf DVD
- Die komplette erste Staffel erschien am 7. Oktober 2014 auf DVD bestehend aus den drei Einzelveröffentlichungen in einem Digipak
- Die kompletten Staffeln 1 und 2 erschienen am 6. Oktober 2015 auf DVD in zwei Amarays mit je 4 Discs in einem Digipack

Staffel 2
- Mutagen Mayhem (Episoden 1–6) erschien am 11. März 2014 auf DVD
- The Good, The Bad, and Casey Jones (Episoden 7–12) erschien am 1. Juli 2014 auf DVD
- Showdown in Dimension X (Episoden 13–26) erschien am 2. Dezember 2014 auf DVD

Staffel 3
- Retreat! (Episoden 1–7) erschien am 10. März 2015 auf DVD
- Return to NYC! (Episoden 8–14) erschien am 14. Juli 2015 auf DVD
- Revenge! (Episoden 15–26) erschien am 1. Dezember 2015 auf DVD

Staffel 4
- Beyond the Known Universe (Episoden 1–12) erschien am 24. Mai 2016 auf DVD
- Earth’s Last Stand (Episoden 13–19) erschien am 13. Dezember 2016 auf DVD
- Super Shredder (Episoden 20–26) erschien am 21. März 2017 auf DVD

Staffel 5 (Tales of the Teenage Mutant Ninja Turtles)
- Super Shredder (Episoden 1–4) erschien am 21. März 2017 auf DVD
- Wanted: Bebop & Rocksteady (Episoden 5, 12–14) erschien am 12. September 2017 auf DVD
- The Final Chapters (Episoden 6–11, 15–20) erschien am 12. Dezember 2017 auf DVD

Special
- Pulverizer Power (Episoden 1.16, 1.22 & 2.04) erschien am 9. Juni 2014 auf DVD
- Half-Shell Heroes: Blast to the Past erschien am 15. März 2016 auf DVD

### Deutschland, Österreich und Schweiz
Staffel 1
- Der Aufstieg der Turtles (Episoden 1–6) erschien am 6. Juni 2013 auf DVD.
- Die Herausforderung (Episoden 7–14) erschien am 5. September 2013 auf DVD
- Kraang Invasion (Episoden 15–20) erschien am 11. November 2013 auf DVD
- Showdown (Episoden 21–26) erschien am 6. Februar 2014 auf DVD
- Die komplette erste Staffel erschien am 2. Oktober 2014 auf DVD bestehend aus den vier Einzelveröffentlichungen in einem Digipak
- Die komplette erste Staffel erschien am 5. März 2015 auf 4 Discs in einer Amaray auf DVD

Staffel 2
- Mutagen Chaos (Episoden 1–5) erschien am 15. August 2014 auf DVD
- Alte Freunde, neue Feinde (Episoden 6–12) erschien am 6. November 2014 auf DVD.
- Gnadenlose Jagd! (Episoden 13–19) erschien am 5. Februar 2015 auf DVD
- Auf in die Dimension X! (Episoden 20–26) erschien am 7. Mai 2015 auf DVD
- Die komplette zweite Staffel erschien am 2. Juli 2015 auf DVD bestehend aus den vier Einzelveröffentlichungen in einem Digipak
- Die komplette zweite Staffel erschien am 28. Juli 2016 auf 4 Discs in einer Amaray auf DVD

Staffel 3
- Retreat! (Episoden 1–7) erschien am 6. August 2015 auf DVD
- Rückkehr nach New York (Episoden 8–13) erschien am 5. November 2015 auf DVD
- React! (Episoden 14–20) erschien am 4. Februar 2016 auf DVD
- Rache! (Episoden 21–26) erschien am 4. Mai 2016 auf DVD
- Die komplette dritte Staffel erschien am 24. November 2016 auf 4 Discs in einer Amaray auf DVD

Staffel 4
- Fremde Welten (Episoden 1–6) erschien am 28. Juli 2016 auf DVD
- Intergalaktischer Angriff (Episoden 7–12) erschien am 15. Dezember 2016 auf DVD
- Das letzte Gefecht (Episoden 13–19) erschien am 23. März 2017 auf DVD
- Der Super-Shredder (Episoden 20–26) erschien am 1. Juni 2017 auf DVD
- Die komplette vierte Staffel erschien am 26. Oktober 2017 auf 4 Discs in einer Amaray auf DVD

Staffel 5 (Tales of the Teenage Mutant Ninja Turtles)
- Gesucht: Bebop & Rocksteady (Episoden 5, 12–14) erschien am 22. Februar 2018 auf DVD
- Der Kult von Shredder (Episoden 1–4) erschien am 19. April 2018 auf DVD
- Monster und Mutanten (Episoden 6–11) erschien am 21. Juni 2018 auf DVD
- Die letzten Kapitel (Episoden 15–20) erschien am 23. August 2018 auf DVD
- Die komplette fünfte Staffel erschien am 29. November 2018 auf 4 Discs in einer Amaray auf DVD

Special
- Half-Shell Heroes: Ab in die Dinozeit erschien am 4. August 2016 auf DVD

## Merchandise
Playmates Toys produziert eine Reihe von Actionfiguren zur Serie.
Mitte 2012 veröffentlichte Playmates Toys die erste Serie von Teenage Mutant Ninja Turtles Actionfiguren der 4 Schildkröten, Splinter und April O’Neil sowie Shredder, die Kraang und Foot-Soldaten. Anfang 2013 wurde die zweite Serie veröffentlicht, die Metalhead, Dogpound und Fishface beinhaltete. Im April 2013 erschien die dritte Serie mit Leatherhead, Snakefake und Baxter Stockman veröffentlicht. Serie vier beinhaltet Rattenkönig und Spy Roach sowie „Stealth Tech“-Versionen der Turtles und wurde im August 2013 veröffentlicht. Anfang Oktober 2013 erschien die fünfte Serie mit einem Pack mit sieben Mousers sowie vier Babyversionen der Turtles (Turtles im Training). Ende Oktober 2013 wurde Serie 6 veröffentlicht, die Spider Bytez und eine neue Figur von Shredder mit entfernbarem Helm und Umhang enthielt. Im Frühling 2014 sollen der Molchinator, Kirby Bat, der Squirrelannoid/das Eichhörnchenmonster und Mutagen Man erscheinen. Zudem werden wohl weitere Figuren veröffentlicht werden.
Es existieren Lego-Sets zur Serie.

## Magazine
Jeden Monat kommt ein neues Magazin von den Teenage Mutant Ninja Turtles heraus, das erste im Juni 2014.

## Videospiele
2013 wurde von Nickelodeon Teenage Mutant Ninja Turtles: Rooftop Run als App für iOS veröffentlicht. Teenage Mutant Ninja Turtles: Out of the Shadows wurde am 28. August 2013 für Xbox 360 und Windows von Activision veröffentlicht, ein Jahr später auch für PlayStation 3. Es ist ein 3D Beat ’em up und beinhaltet einen Online-Mehrspieler-Modus und einen Koop-Modus für bis zu 4 Personen.
Activision veröffentlichte ein Spiel basierend auf der Serie für Wii, Xbox 360 und Nintendo 3DS am 22. Oktober 2013.

## Trivia
- Nickelodeon Deutschland strahlte die ersten Folgen der Serie in einer leicht gekürzten Fassung aus, damit sie diese auf dem frühen Sendeplatz zeigen durften.[29] Mittlerweile werden die Folgen ebenfalls dank des späteren Sendeplatzes ungeschnitten ausgestrahlt.
- Als Werbung für die Serie wurde die erste Folge um 21:55 Uhr auf VIVA Deutschland und VIVA Austria ebenfalls in der gekürzten deutschen Fassung ausgestrahlt, obwohl diese ungekürzt gesendet werden durfte.[30]
- Die Serie ist über iTunes, mit einer Freigabe ab 6, ungekürzt erhältlich.
- Obwohl die Serie auf iTunes ab 6 Jahren freigegeben ist, haben alle bisher erschienenen DVDs eine FSK-12-Freigabe bekommen.[31]
- Die Folge „Gnadenlos clever gegen Xever“ hieß zu Anfang noch „Sag es nie“, wurde jedoch später umbenannt.
- In den Werbespots für die Turtles-Figuren werden die Turtles von anderen Synchronsprechern gesprochen.
- In der Doppelfolge „Wurmattacke!“ haben die Turtles sowie April und Casey Jones der Teenage Mutant Hero Turtles Serie einen Cameoauftritt. Bei diesem Auftritt werden die vier Schildkrötenbrüder im englischen Original von ihren 4 Originalsynchronsprechern gesprochen und auch in der deutschen Fassung hat man drei der vier ursprünglichen Sprecher wieder verpflichten können.
- Mikeys alter Schlachtruf „Cowabunga!“ wurde in dieser Serie durch „Booyakasha!“ ersetzt.
- In jeder Staffel schauen die Turtles eine andere Zeichentrickserie, deren Ereignisse sehr denen aus ihrem Leben ähneln: 1. Staffel: „Space Heroes“, 2. Staffel: „Super Robo Mecha Force Five“, 3. Staffel: „Crognard der Babar“, 4. Staffel: „Chris Bradford und seine taffe Crew“.